# Principio di accessibilità

Il principio di accessibilità (o della competizione spaziale) è un principio di economia urbana che descrive l’organizzazione interna della città. Il principio sta alla base dell'organizzazione dello spazio urbano che è determinata dalla competizione tra differenti attività economiche con l'intento di ottenere la locazione più vantaggiosa. La locazione è vantaggiosa poiché avente elevata accessibilità.

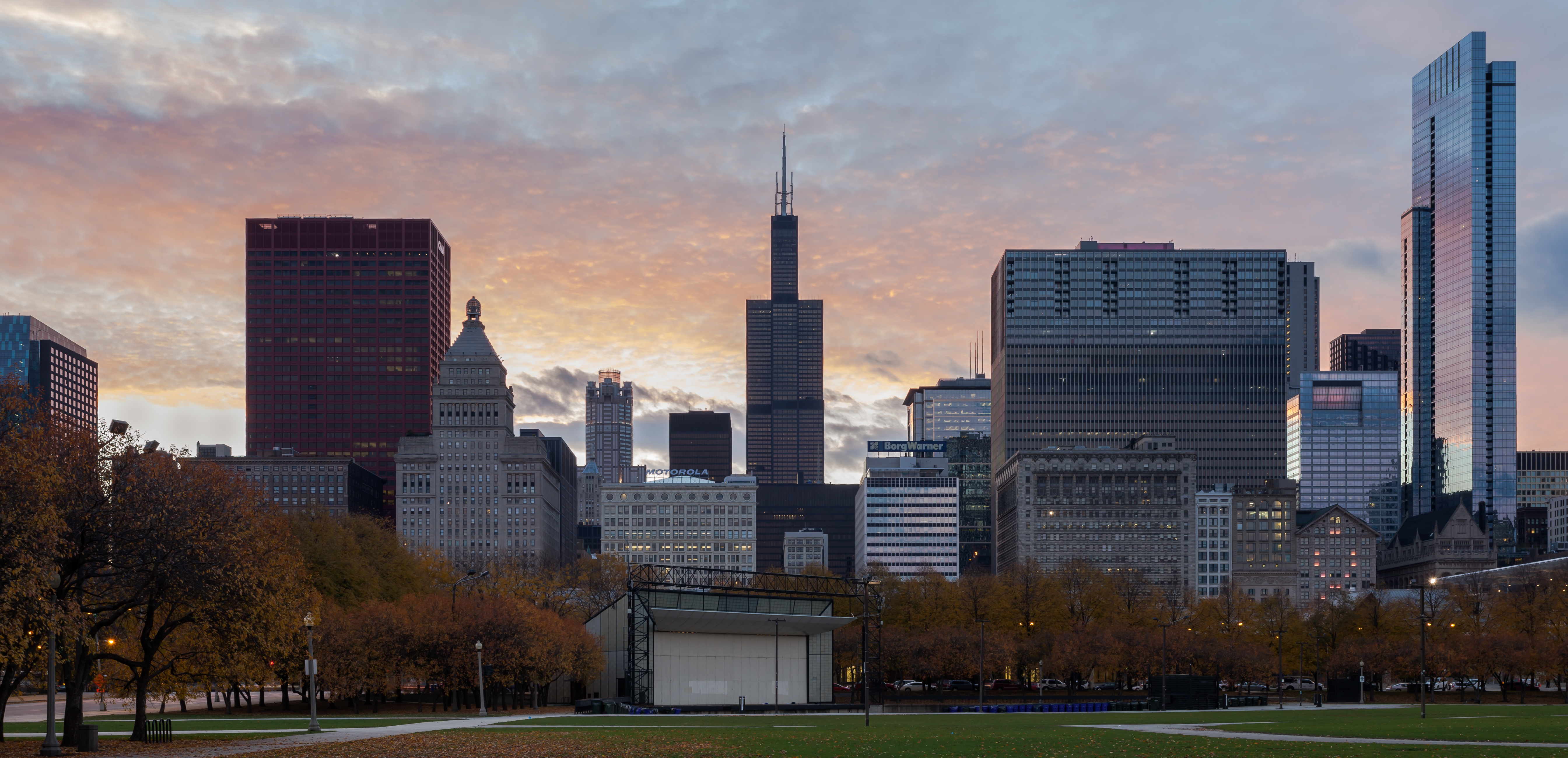
Centro di Chicago, zona della città con massima accessibilità

## Descrizione
L'accessibilità consiste nel superare l'ostacolo imposto dallo spazio al movimento di cose e persone, ovvero il superamento della frizione spaziale, rappresentata da costi di trasporto e di distribuzione commerciale. Più specificatamente l'accessibilità è, per esempio:
- la possibilità di raggiungere un'attività senza elevati costi di trasporto
- la disponibilità di materie prime per un'attività
- la facile reperibilità di attività come la scuola, i musei ecc. per le persone

La ricerca dell'accessibilità, considerata come una risorsa fondamentale, determina in modo rilevante le scelte localizzative delle attività, a livello macro territoriale e micro territoriale. A scala macro territoriale, in passato le città tendevano ad insediarsi in siti vantaggiosi, come la foce di un fiume o lungo la costa ecc. A scala micro territoriale, le attività si dispongono in un ambito urbano al fine di assicurarsi le localizzazioni più vantaggiose dal punto di vista dell'accessibilità.
La necessità da parte di tutte le attività di beneficiare dei vantaggi dell'accessibilità, risorsa limitata, ha come conseguenza l'instaurarsi di competizioni per l’accaparramento del suolo urbano più accessibile con una concentrazione maggiore nelle aree centrali della città, dove l'accessibilità è massima.
L'accessibilità urbana è inoltre una chiave fondamentale per un'effettiva inclusione, in particolare per le persone con disabilità. Incoraggiare un design urbano attento all'accessibilità, come evidenziato da recenti esempi, è essenziale per creare città più inclusiva e accoglienti per tutti.

### Spazio urbano e accessibilità
Nella competizione che si stabilisce fra le varie attività economiche la rendita fondiaria è l'elemento che determina la giusta locazione di una determinata attività all'interno di un aggregato urbano. La rendita urbana garantisce, quindi, diverse parti del suolo urbano alle attività che sono in grado di pagare la loro disponibilità.

## Applicazioni del principio di accessibilità

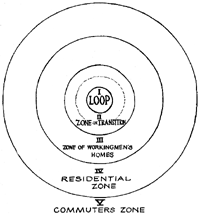
Modello a cerchi concentrici della scuola di Chicago

Johann Heinrich von Thünen, economista tedesco, elaborò nel 1836 la prima analisi del principio di accessibilità, la teoria della locazione. La teoria della locazione permise di spiegare la distribuzione territoriale delle differenti attività agricole.
Negli anni venti si svolsero importanti studi da parte della scuola di Chicago per quanto riguarda la struttura sociale della città. Park, Burgess e Mckenzie svilupparono un modello a cerchi concentrici che prevede l'espansione della città in senso radiale per cerchi concentrici attorno al centro. La distribuzione delle zone consiste:
1. in una zona centrale caratterizzata dalla presenza di uffici e industria leggera, alternata da aree di transizione
2. in una zona residenziale dei lavoratori di classe medio bassa
3. in una zona residenziale per classi medio alte
4. in una zona definita commuters zone, ovvero la zona di pendolarismo

Hoyt invece, critico nei confronti del modello della scuola di Chicago, sviluppò un più complesso modello a settori, in cui la città si espande sempre in senso radiale non più a cerchi, ma a settori circolari a forma di cono.

### Localizzazione urbana delle attività urbane
Negli anni quaranta e sessanta del XX secolo Losch e Alonso applicarono il principio di accessibilità alla localizzazione delle attività produttive e residenziali all'interno delle strutture urbane. Sia per le attività produttive che residenziali il centro è favorito per i vantaggi e le opportunità che offre.
Il principio viene applicato considerando:
- la città come localizzata su un terreno pianeggiante, omogeneo e isotropo[8] e sempre percorribile in senso radiale
- un unico centro, desunto come il più appetibile
- un costo dei trasporti costante, che varia solo in modo lineare con la distanza

Analizzando la città in una sola dimensione, cioè lungo un raggio uscente dal centro rivolto verso la periferia, per un'attività economica la preferenza per il centro si basa sul costo medio per unità di produzione, incluso il margine di profitto medio, e sui costi di trasporto e di ricavo per unità di suolo, che risultano crescenti e decrescenti con la distanza. Anche per le attività residenziali il centro risulta la localizzazione più appetibile per le opportunità che offre e dunque la domanda di abitazioni sarà maggiore. In questo modo si svilupperà una sorta di concorrenza tra i vari soggetti interessati che avrà un effetto sul livello dei prezzi delle aree relative e dei livelli della rendita urbana.
La scelta della localizzazione residenziale (ad esempio la scelta tra un alloggio centrale di minori dimensioni o periferico di maggiori dimensioni) una volta definito il reddito che si vuole spendere, dunque a parità di reddito, si baserà spesso su preferenze individuali.
Secondo questo schema infatti alcune categorie di persone (come i giovani o singoli soggetti) preferiranno a parità di reddito spendere per l'abitazione centrale, piuttosto che le dimensioni, in modo tale da essere più vicini a luoghi di svago e relazione. Le famiglie preferiranno, invece, localizzazioni periferiche per la disponibilità di spazio, sacrificando l'accessibilità. 
Un'altra differenziazione si ha sulla base della collocazione geografica: in Europa si preferiscono maggiormente le aree centrali anche per le residenze, nel Nord-America la domanda è più alta per le zone periferiche del sito urbano. Tuttavia a partire dagli anni ottanta anche in Nord-America è cresciuta la domanda di residenze in zone più centrali portando ad un fenomeno chiamato gentrificazione (dall'inglese gentrification), vale a dire la riqualificazione di aree inizialmente degradate per la locazione di residenze di classi agiate.